# パーシー・ピルチャー

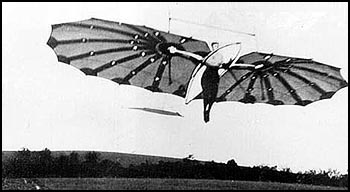
パーシー・ピルチャーのグライダー「ホーク」

パーシー・シンクレア・ピルチャー（Percy Sinclair Pilcher 、1866年1月 - 1899年10月2日）はイギリスの発明家、航空のパイオニアである。動力航空機の開発中にグライダーの事故で没した。世界初の有人動力飛行の成功者なったとされる人物である。
イングランド西部のバースに生まれた。1880年から7年間イギリス海軍に務めた後、グラスゴーの造船所の見習いとなった。1891年にグラスゴー大学の講師の助手を務め、航空に関する関心をもった。バットという名の、ハンググライダーを造り、1895年に初めて飛行した。その年の暮、ドイツにおけるグライダーのエキスパートであるオットー・リリエンタールと会った。さらに「ビートル」（The Beetle ）と「ガル」（The Gull ）と名づけた2種類のグライダーを造った後、1897年リリエンタールの作品に基づいた「ホーク」（The Hawk ）という名前のグライダーで250mを飛んで、当時のグライダーの世界記録を立てた。

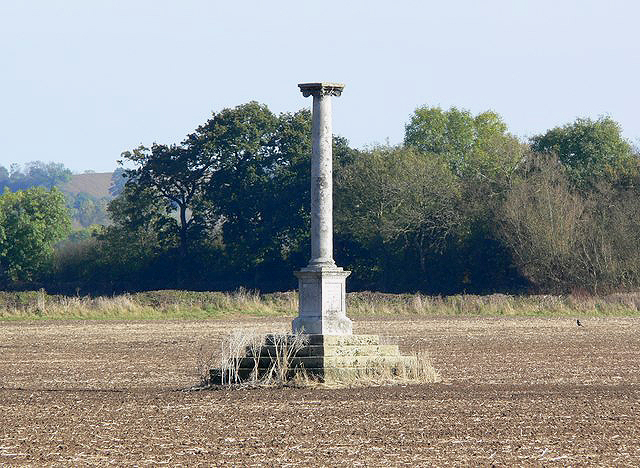
事故の地に立つモニュメント

ピルチャーは動力飛行を視野に入れて、4馬力のエンジンを搭載した三葉機を開発した。しかしながら三葉機の製作のために大きい負債を負い、開発の完成のためにはスポンサーを必要とした。1899年9月30日に三葉機は完成し、観客とスポンサーになりそうな客を招いて、デモ飛行をスタンフォードホールの近くの草原で行なおうとしたが、その数日前にエンジンのクランクシャフトが破損してしまっていた。ピルチャーは観客を失望させまいとして、そのかわりにグライダーの「ホーク」で飛ぶことにした。当日は荒天で雨が降っていたが、ピルチャーは午後4時に飛行可能な天候になったと判断し、飛行に踏み切った。しかし、飛行中に尾部が折れ10mの高さから地上に落ちて負傷し、その2日後死亡した。彼の三葉機は飛ばされることはなかった。ピルチャーはロンドンのブロンプトン墓地に葬られている。
ピルチャーの飛行機の設計図は長年にわたって行方不明になり、彼の名前もわずかに関心を抱く人を除いて忘れられていた。飛行実験から100年を期に失われた業績を探す試みがなされ、アメリカの個人のコレクションに残されていたピルチャーの書簡が発見された。これによってピルチャーのデザインの基礎と全体の方向性を考察することが可能になった。
当時の他の飛行機研究者と異なり、ピルチャーは翼状の形を持つ物体がどのように揚力を発生させるのかを計算していた。しかし、当時は十分な数学的手法が発見されるよりもずっと以前であったため、多くの要素がまだ欠けたものであった。とりわけ、ピルチャーはエンジンと飛行機自体、およびそれに乗る人間の体重を支えて浮上可能な翼のデザインに苦労を重ねた。翼の部分を大きくすると重量が増えてより多くの揚力が必要になり、さらに大きな翼が必要になるという悪循環に陥ったからである。
その突破口は、アメリカの飛行機研究家であったオクターヴ・シャヌートからの書簡によってもたらされた。それは、小さくて軽い翼を積み重ねる方法で、今日複葉機や三葉機として知られる形である。これにより、翼自体の重さを余分に増加させることなく、はるかに多くの揚力を得ることができた。
2003年にBBC2テレビの『ホライズン』シリーズの依頼を受けて、クランフィールド大学の航空工学部門で調査が行われ、ピルチャーの設計の飛行機が飛行できた可能性が示された。複製機が造られ、いくつかの問題点を解決した後、1分28秒の持続的な飛行ができた。これはライト兄弟の初飛行よりもはるかに長い。さらにライト兄弟の初飛行が25ノット以上の安定した風速が必要であったのに比べて、無風で飛行ができた。